# اندیس آنومالی کندر
آنومالی کندر یک اندیس فلزی است که در حوالی شهر ورچه استان مرکزی قرار دارد و مادهٔ معدنی موجود در آن، طلا است.سنگ میزبان این اندیس شیست، اسلیت است و دیرینگی آن به دوران کرتاسه می‌رسد. در این اندیس، پاراژنز‌های مالاکیت، کالکوپیریت، کالکوزین، کوولیت یافت می‌شوند.